# Místopísař
Místopísař byl vysoce postaveným stavovským úředníkem. V Českém království se řadil mezi takzvané menší zemské úředníky (beneficiarii minores), ke kterým patřili také místokomorník, místosudí, úředník královny, úředník podkomořího a menší písař. Po poradě se zemským soudem ho nejvyšší písař jmenoval z řad rytířů, v předbělohorské době doživotně. Vedl desky zemské menší, které byly přístupné stranám v úřadu nejvyššího písaře. Při zasedání většího zemského soudu seděl na galerii s nejvyšším písařem a menším písařem. Několik dnů před větším zemským soudem zasedal menší zemský soud, který byl tvořen menšími úředníky a jehož povinností bylo připravit jednání většího zemského soudu a vyřizovat spory nižší šlechty. 
Stálý plat místopísaře v předbělohorské době obnášel asi 50–65 kop grošů českých ročně.

## Seznam místopísařů Českého království
- 1305 (1320–1356) Zdislav z Dobré
- 1257–1360 Přisňák z Poříčí
- 1361–1370 (Jan) z Dačic
- 1370–1380 Oldřich
- 1380–1383 Prokop ze Sobětic
- 1384–1391 Václav z Kralovic
- 1391–1400 Mikuláš
- 1400–1404 Štěpán, kanovník pražský
- 1400–1408 Mauricius [Kačer]
- 1408–1413 Václav
- 1413–1419 Matěj z Chřenova
- 1431–1449 Matěj Ščrba z Chřenova
- 1450–1454 Jan Doupovec z Doupova
- 1454 (29. 8.) – 1456 Václav Ondráček
- 1456–1477 Jan z Plané[2]
- 1477–1493 Ondřej z Tišnova[2]
- 1493–1497 Viktorin Kornel ze Všehrd (1460 Chrudim – 21. 9. 1520 Praha)[2]
- 1497–1504 Václav Hindrák z Habrova (z Habrové)[2]
- 1504–1512 Václav z Chvojence[2]
- 1513–1523 (5. 2.) Václav Robenhap ze Suché na Ratajích[2]
- 1523–1528 (?) Hynek Krabice z Weitmile (ca 1500 – ca 1578)
- (1524 M. Václav Albus z Ourazu)
- 1528–1530 Václav Robenhap ze Suché na Pacově
- 1530–1537 Jan Domináček z Písnice
- 1537 (září) – 1543 Hynek Krabice z Weitmile
- 1545–1552 Oldřich Humpolec z Prostiboře na Lochovicích
- 1552–1555 Petr Dobřenský z Dobřenic († 1555)
- 1557 Adam Budovec z Budova († 24. 7. 1585)
- 1558–1561 Vilém (Jan) Vojkovský z Milhostic a na Jemništích
- 1572–1577 Vilém Malovec Kosoř z Malovic
- 1580–1585 Vilém Ostrovec z Kralovic na Radonicích († okolo 1592)
- 1586–1590 Kryštof Želinský ze Sebuzína
- 1590–1611 Bohuslav z Michalovic na Rvenicích (1565 – 21. 6. 1621 Praha; popraven)
- 1612–1618 Jan Bukovanský Pinta z Bukovan
- 1620 Zdeněk Malovec z Chýnova a z Vinterberka
- 1622–1623 Jiří Mitrovský z Nemyšle na Záběhlicích
- 1624 Vilém z Klenového a z Janovic
- 1625–1626 Vilém Šleglovský z Šicendorfu
- 1627–1636 Jan Hynek Vamberský z Rohatec
- 1637–1638 Zdeněk Ježovský z Lub
- 1638–1639 Fridrich z Věžník na Chotěšanech
- 1640–1644 Mikuláš z Gerštorfu
- 1644–1648 Jan Vilém z Gerštorfu
- 1649–1660 Václav Jezberovský z Olivé Hory
- 1661–1668 Rudolf Čejka z Olbramovic
- 1669–1671 Petr Mikuláš Straka z Nedabylic
- 1671–1673 Jan Jiří Olbram Brandlinský ze Štěkře
- 1674–1692 Václav Silvestr Smrčka z Mnichu
- 1693–1699 Adam Maxmilián Chanovský z Dlouhé Vsi
- 1690–1700 Václav Arnošt Markvart z Hrádku
- 1701–1705 Jan Václav Kunaš z Machovic
- 1705 (6. 2.) – 1708 Václav Hložek z Žampachu
- 1709–1711 František Sezima Mitrovský z Nemyšle
- 1712–1716 (3. 11.) Jan Josef Lev z Ersfeldu (15. 1. 1673 Praha – 3. 11. 1716 Praha)
- 1717–1719 Maxmilián František Alsterle z Astfeldu
- 1720 (16. 4.) František Karel Pecelius z Adlresheimu
- 1720 (6. 5.) – 1727 Václav Jan Kriegelštein ze Šternfeldu
- 1727 Ignác Humbert Bechyně z Lažan
- 1733 Jan Václav Vražda z Kunvaldu
- 1735 (2. 5.) – 1736 (29. 9.) Vilém Mat. z Glouchova († 29. 9. 1736)
- 1737–1750 František Günther ze Šterneka
- 1750 (21. 4.) Jan Václav Vražda z Kunvaldu
- 1751–1752 (23. 4.) František Leopold z Hennetu († 23. 4. 1752)
- 1753 (24. 1.) – 1764 František Antonín Nell z Nellenberka († 19. 12. 1777)
- 1771 František Xaver z Turby
- 1771–1773 (21. 11.) Jan František Degen († 21. 11. 1773)
- 1774 František Václav Štěpán z Kronenfels († 17. 1. 1782)
- 1777 Emanuel Ubelli ze Siegburgu
- 1779–1782 Donat Josef z Mühlensdorfu

## Seznam místopísařů Moravského markrabství
- 1499–1502 Jakub z Vilhartic
- 1531 Otmar z Nepomuku
- 1537–1566 Matyáš z Hartunkova
- 1567–1573 Jetřich starší Podstatský z Prusínovic
- 1575–1579 Kristián z Vlčetína
- 1591–1593 Jan Horecký z Horky
- 1597–1599 Pavel Katarín z Kataru
- 1599 Zikmund Oneš z Břesovic
- 1604–1611 Jan Žalkovský z Žalkovic
- 1625 Jiří Pfefferkorn z Ottobachu
- 1628–1636 Jan Jetřich Lhotský ze Ptení, císařský královský rada
- 1638 Bernard Diviš Petřvaldský
- 1641 (?) – 1647 Melichar Ledenický
- 1647–1649 Jan Komínek z Engelhausnu
- 1655 Jiří Otislav z Koženic
- 1661–1663 Jan Müller z Mühlbachu
- 1663–? Ladislav Podstatský z Prusínovic
- 1671 František Karel de Castro z Löwenfeldu
- 1683–1686 Martin Bedřich Pruskauer z Freyenfelsu
- 1686 Konrád Ferdinand z Bornštetu
- 1692 Jan Jindřich Bertonides z Týranu
- 1693 Ferdinand Ludvík Koza z Hradiště
- 1708–1711 František Markvart Záviš z Osenic
- 1711 Josef Václav Žďárský ze Šternfeldu
- 1714–1717 Václav Maxmilián Kříž
- 1717 Maxmilián Ludvík Hetzer z Aurachu
- 1718–1729 František Antonín Řikovský z Dobrčic
- 1729 Dismas Josef Hynek Hofer
- 1740 Jan Václav Kropáč z Krumlova a Hohenfallu
- ?–1747 Jan Josef Zablatský z Tulešic
- 1747 Karel Josef Stiebig
- před 1779 Tadeáš František Hermann
- 1779 Josef Richter z Velcenšteina